# مستشفى الملك عبد الله بن عبد العزيز الجامعي
مستشفى الملك عبد الله بن عبد العزيز الجامعي هو مستشفى تعليمي تابع لجامعة الأميرة نورة بنت عبد الرحمن في الرياض. حاصل على شهادة اعتماد الجودة كمركز طبي أكاديمي من اللجنة المشتركة الدولية (JCI) لعام 2023م.

## التأسيس
افتَتَح المستشفى أمير منطقة الرياض؛ الأمير فيصل بن بندر بن عبد العزيز نيابةً عن خادم الحرمين الشريفين الملك سلمان بن عبد العزيز آل سعود في 2017 م الموافق 1438 هـ، وكان ذلك بحضور وزير الحرس الوطني الأمير متعب بن عبدالله بن عبدالعزيز آل سعود، والرئيس التنفيذي لمؤسسة الملك عبد الله بن عبد العزيز الإنسانية العالمية الأمير تركي بن عبدالله بن عبدالعزيز آل سعود، ووزير التعليم آنذاك الدكتور أحمد العيسى، ووكيل إمارة منطقة الرياض عبدالله بن مجدوع القرني، والمدير العام التنفيذي لمستشفى الملك عبد الله بن عبد العزيز الجامعي بجامعة الأميرة نورة بنت عبد الرحمن -حينها- الدكتور أحمد بن محمد أبوعباة، وكبار المسؤولين بالمستشفى والكادر الطبي.
يقع مستشفى الملك عبد الله بن عبد العزيز الجامعي في الطرف الجنوبي من جامعة الأميرة نورة بنت عبد الرحمن، وتبلغ طاقته الإستيعابية السريرية 300 سرير؛ منها 235 سريرًا لأقسام التنويم و 65 سريرًا لأقسام العناية المركزة، و 33 سريرًا لأقسام الطوارئ إضافةً إلى 6 أسرة لغرف التوليد.